# Bothrorrhina ruteri
Bothrorrhina ruteri är en skalbaggsart som beskrevs av De Lisle 1953. Bothrorrhina ruteri ingår i släktet Bothrorrhina och familjen Cetoniidae. Inga underarter finns listade.